# Plagithmysus permundus
Plagithmysus permundus là một loài bọ cánh cứng trong họ Cerambycidae.